# Heinrich von Wülzburg
Heinrich von Wülzburg lub Henryk z Wülzburga, znany też (błędnie) jako Henryk z Würzburga (zm. po 1092?) – niemiecki benedyktyn, opat klasztoru w Wülzburgu znany z "Żywota św. Ottona z Bambergu" autorstwa Ebona. Według Ebona w latach 80. XI wieku Heinrich przybył do Polski, a wśród jego świty był młody podówczas Otton z Bambergu. Niedługo potem Heinrich miał zostać arcybiskupem gnieźnieńskim.
W literaturze naukowej nie ma zgody co do wiarygodności relacji Ebona. Sama nazwa i lokalizacja opactwa Henryka, choć najczęściej (w nauce niemieckiej w zasadzie jednomyślnie) przyjmowana jako Wülzburg, jest dyskusyjna; proponowano też Würzburg, Weltenberg lub Siegburg. Jeszcze więcej kontrowersji wzbudza domniemane objęcie przezeń arcybiskupstwa gnieźnieńskiego. Żaden z dawnych katalogów arcybiskupów gnieźnieńskich go nie wymienia, nie zna go też Jan Długosz. Również wśród współczesnych historyków niektórzy są zdania, że nie był on metropolitą gnieźnieńskim, np. Gerard Labuda uznał relację Ebona za niedokładną, przyjmując, że chodzi tu w rzeczywistości o znanego z jednego z niemieckich nekrologów Henryka, mnicha (nie opata) z klasztoru w Siegburgu, który został w Polsce jedynie biskupem (poznańskim?), a nie arcybiskupem. Słabą stroną hipotezy Labudy wydaje się to, że zakłada ona aż dwie poważne pomyłki ze strony Ebona w określeniu godności Henryka (opat zamiast mnich, abp zamiast bp), a ponadto zmienia dość istotnie nazwę jego macierzystego klasztoru; z drugiej jednak strony poza Ebonem, który pisał dopiero w połowie XII wieku i nie zawsze dysponował dokładnymi informacjami, brak jakichkolwiek innych wzmianek o takim metropolicie.
Wśród historyków, którzy podzielają pogląd o wyniesieniu Henryka do godności arcybiskupiej, nie ma zgody co do tego, kiedy miało to miejsce. Tadeusz Wojciechowski uważał, że Henryk wywodził się z opactwa w Weltenbergu, a arcybiskupem gnieźnieńskim został już ok. 1080, za życia jego poprzednika Bogumiła, który miał wówczas ustąpić z urzędu. Hipoteza ta została jednak odrzucona. Wojciech Kętrzyński umieścił go na liście arcybiskupów pomiędzy Marcinem (zm. po 1112) a Jakubem ze Żnina (mianowany między 1124 a 1136), co zdawał się przyjmować także Karol Maleczyński. Tezę tę trudno jednak pogodzić z przekazem Ebona, który sugeruje, iż nominacja arcybiskupia Henryka miała miejsce wkrótce po jego przybyciu do Polski. Wobec tego przekazu bardziej prawdopodobna wydaje się teza Władysława Abrahama, poparta niedawno przez Jana Powierskiego, że Henryk został arcybiskupem po śmierci Bogumiła w 1092. Jeśli przypuszczenie to jest zgodne z prawdą, to pontyfikat Henryka w Gnieźnie mógł trwać najwyżej kilka lat, gdyż już ok. 1099 arcybiskupem był znany z Kroniki Galla Anonima Marcin.